# 台灣阿布電影
台灣阿布電影股份有限公司（英語：Above Taiwan Cinema,Inc.，簡稱台灣阿布電影公司），是一家成立於台灣的媒體影像公司，主要服務業務為空拍航攝影像。

## 簡介
2009年，莫拉克風災期間，在公職機構擔任空中攝影工作的齊柏林，第一時間進入災區拍攝空拍畫面時，看到滿目瘡痍的景象，驚嚇與震驚以外，也使他興起拍攝台灣地景相關紀錄片的想法。
返回台北後不久，齊柏林向企業界友人商議投資事宜及意願，在確定得到支持的情況下，一面辦理提前退休的程序，一面擬定拍攝計畫，同時著手張羅購置價值3000萬專業空拍器材的金援。在看似步入正軌的時刻，許多已經允諾投資與協助的企業家忽然卻步，「因為根本沒人相信紀錄片會賺錢。」。
與齊柏林有長年交情的萬冠麗，在知悉有如此情況，也了解齊柏林處境後，決定成立台灣阿布電影公司，使得電影《看見台灣》開始了走向完成的第一哩路。
2013年，公司製作的電影作品《看見台灣》獲得第五十屆金馬獎兩項提名，並榮獲最佳紀錄片獎。
2015年，台灣阿布電影設立「itaiwan8 愛台灣吧 （页面存档备份，存于） 空中影像線上授權資料庫」。
2017年6月8日，齊柏林舉辦代表作《看見台灣》續集《看見台灣II》的開鏡記者會，卻不幸於會後兩天，6月10日，於花蓮縣豐濱鄉長虹橋附近山區進行空中勘景作業時，發生墜機空難事故，機上3人全數殉難外，台灣阿布電影公司名下擁有的，6K解析度、五軸陀螺穩定儀空拍用攝影設備，也幾乎完全遭到焚毀